# アメリカ海洋大気庁士官部隊
アメリカ海洋大気庁士官部隊 (あめりかかいようたいきちょうしかんぶたい、英: National Oceanic and Atmospheric Administration Commissioned Corps、通称: NOAA Corps) は、アメリカ合衆国連邦政府の傘下にある組織の1つ。
連邦法上は士官部隊 (Commissioned Officer Corps) の形をとり、非公式的にはNOAA Corps（NOAA部隊）という略称で知られる。
海洋大気庁士官部隊は、商務省海洋大気庁 (NOAA) に属する部隊であり、陸軍や公衆衛生局士官部隊などと並ぶ連邦政府の下に置かれている8つの武官組織のうちの1つである。武官組織として、制度上は海軍や沿岸警備隊と同様の階級制度を採用しているが、隊員は全て科学・技術分野の士官のみで構成されており、下士官・兵あるいは准士官の階級はない。米国の武官組織としては最小の規模である。

## 歴史
海洋大気庁士官部隊の起源・前身はトーマス・ジェファーソン大統領政権下の1807年に設置された「沿岸および測地調査所」(U.S. Coast and Geodetic Survey) である。「沿岸および測地調査所」は当初は文民組織であったが、南北戦争中に必要とされた各種の測図業務に従事するため、文民の身分のまま戦場で測図業務を遂行した。
その後、第一次世界大戦中の1917年に、「沿岸および測地調査部隊」(Coast and Geodetic Survey Corps) が設立され、このときに「沿岸および測地調査所」の職員は戦時国際法上の士官（つまり武官）として任官された。これは、彼らが戦場で測量に従事した場合に、 スパイとして処刑されないようにするためである。沿岸および測地調査部隊の最初の将官は、1936年に大佐から昇任したレイモンド・S・パットン (Raymond S. Patton) 少将であった。
沿岸および測地調査所は、その後1965年に出された組織再編計画2号に基づき、同年7月13日に新設された環境科学事業局（Environmental Science Services Administration。略称: ESSA）に改編・移管され、この時沿岸および測地調査部隊も「環境科学事業局士官部隊」（通称:ESSA部隊）として再編された。ESSA部隊の初代長官はジェイムズ・C・タイソン (James C. Tison) 少将であった。また、1965年7月13日に中将に昇任したヘンリー・アーノルド・カロ (Henry Arnold Karo) 中将は、1955年から1965年までの約10年間にわたって沿岸および測地調査所の所長を務め、ESSAを新設する業務を指揮し、最終的には上級組織であるESSAの初代副局長となった。カロ中将は「沿岸および測地調査部隊」・「ESSA部隊」・「NOAA部隊」の歴史を通じて、初めて中将に昇進した士官である。
ESSAは、1970年の組織再編計画4号により同年10月3日に新設された「海洋大気庁」（National Oceanic and Atmospheric Administration。略称:NOAA）に改編・移管され、ESSA部隊は「海洋大気庁士官部隊」（NOAA部隊）として再編された。NOAA部隊の初代長官はハーレー・D・ナイグレン (Harley D. Nygren) 少将であった。NOAA部隊は米国に8種類ある武官組織の1つであり、300名以上の士官のみで構成され、下士官・兵あるいは准士官の階級はない。1985年から2010年までの間に、NOAA部隊の少将の定員は5名から2名に削減された。
今日、NOAA部隊は工学、地球科学、海洋学、気象学、水産学、その他関連分野の訓練を受けた専門家集団の幹部を育成している。NOAA部隊の士官は船舶や航空機を運用し、調査計画を遂行し、潜水任務を実施し、またNOAAの各部門のみならず、国防総省、沿岸警備隊、NASA、国務省の専門職として勤務している。
NOAA部隊は技術分野で優れた士官の供給源となっており、NOAA部隊の士官たちは戦時には米国軍に編入されうる一方、平時にも純然たる文官的・科学的なプロジェクトに加えて防衛上の要請に対して支援を行っている。文民の職員であっても、これらの機能の多くの部分を果たしうるが、NOAA部隊が武官組織としてある利点は、その職員の即応体制にある。新しい要請や、要請の変化に直面して必要が生じた際に、文民の職員を配置換したり新規雇用して対応することに比べれば、NOAA士官をプロジェクト間異動させたり、世界中の様々な場所へ派遣することは、より迅速かつ容易にできる。

## 士官
NOAA部隊の士官の階級は、アメリカの海軍および沿岸警備隊と同じものを採用している。大将の階級は、連邦法上NOAA部隊にも使用が許されているが、歴史上大将まで昇任した士官はいない。また、歴史上中将の階級まで昇ったのは、1965年に昇任したヘンリー・アーノルド・カロ (Henry Arnold Karo) 中将と、2014年に昇任したデヴァニー中将の二人のみである。デヴァニー中将は組織がNOAA部隊になって以降初めての中将である。
現在のNOAA部隊の階級は少尉から中将までであり、それぞれアメリカ政府の定める武官俸給表のO-1級からO-9級までに相当する。NOAA部隊の士官は直接任官 (direct commission) により任命され、米国の他の武官組織の構成員と同様に軍人俸給を受ける。NOAA部隊の士官は他の武官組織との間で二重に任官される事はできないが、他の武官組織との間での組織間異動は時々許可されている。
33 USC 3061の規定により、大統領が国家的緊急事態が存在すると認め、なおかつ大統領が国益のために最善と判断する場合には、NOAA部隊の艦船、装備、施設、士官を軍の管理下に編入することが出来る。
|                     |                                  |                                  |                |
| Vice Admiral (VADM) | Rear Admiral (upper half) (RADM) | Rear Admiral (lower half) (RDML) | Captain (CAPT) |

| 中佐            | 少佐                        | 大尉            | 中尉                             | 少尉         |
| O-5             | O-4                         | O-3             | O-2                              | O-1          |
| --------------- | --------------------------- | --------------- | -------------------------------- | ------------ |
|                 |                             |                 |                                  |              |
| Commander (CDR) | Lieutenant Commander (LCDR) | Lieutenant (LT) | Lieutenant (junior grade) (LTJG) | Ensign (ENS) |

## 制服
公式の勤務服としては、NOAA部隊は海軍と同じサービスドレス・ブルー (Service Dress Blue) とサービスドレス・ホワイト (Service Dress White) を着用するが、海軍徽章を付けるべき所にNOAA部隊徽章を付ける。また日常の作業服としては、沿岸警備隊と同じ作業服 (Operational Dress Uniform) を着用するが、沿岸警備隊徽章を付けるべき所にはNOAA士官部隊徽章を付けることになっている。飛行服の色は濃い緑色の海軍や沿岸警備隊と違い明るいブルーである。
また、徽章以外にも勲章やユニット・アワード、あるいはそれらを授与されることで着用する略綬についても、NOAA部隊独自のものが存在する（詳しくはNOAA部隊の記章を参照）。

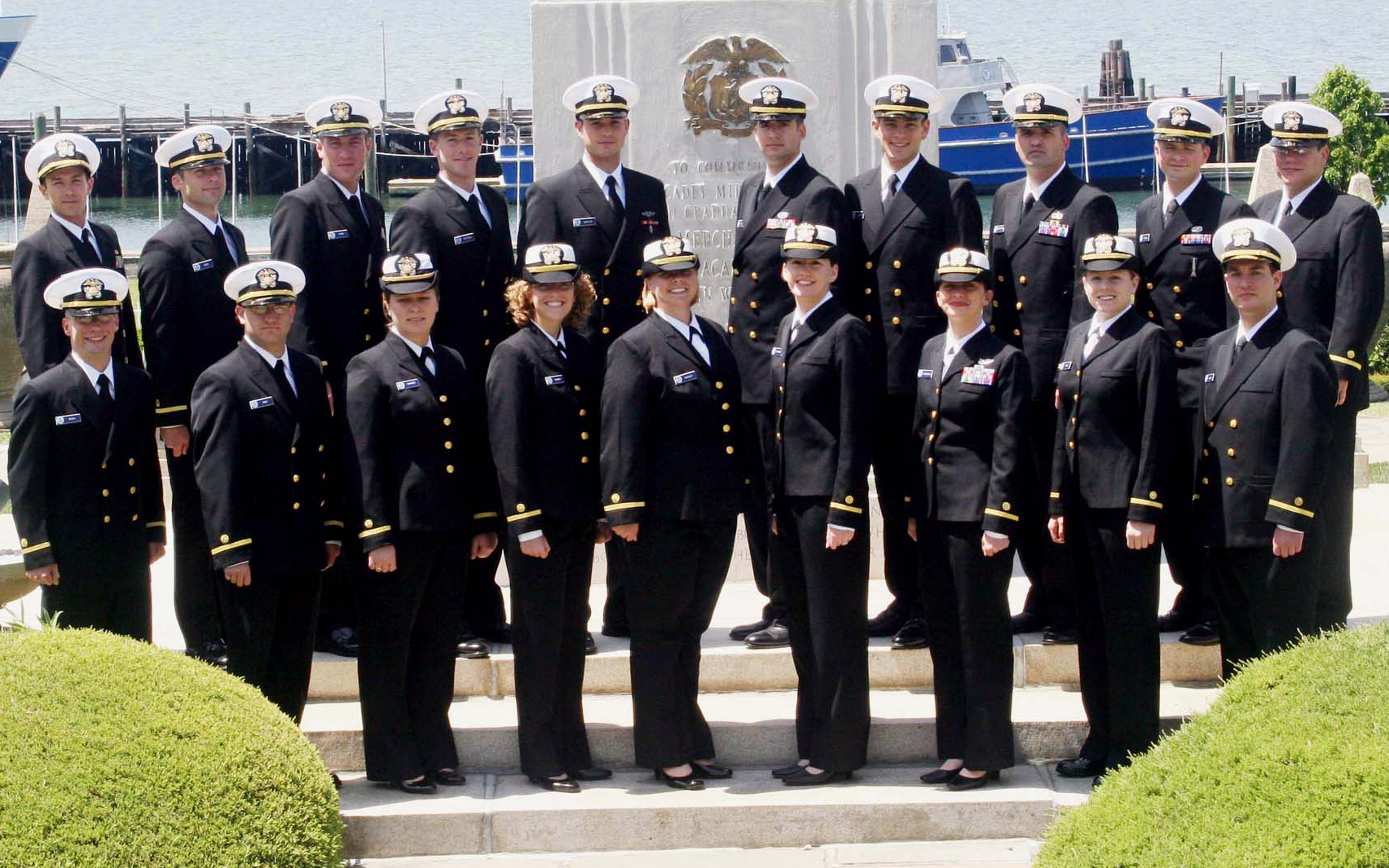
サービスドレス・ブルー
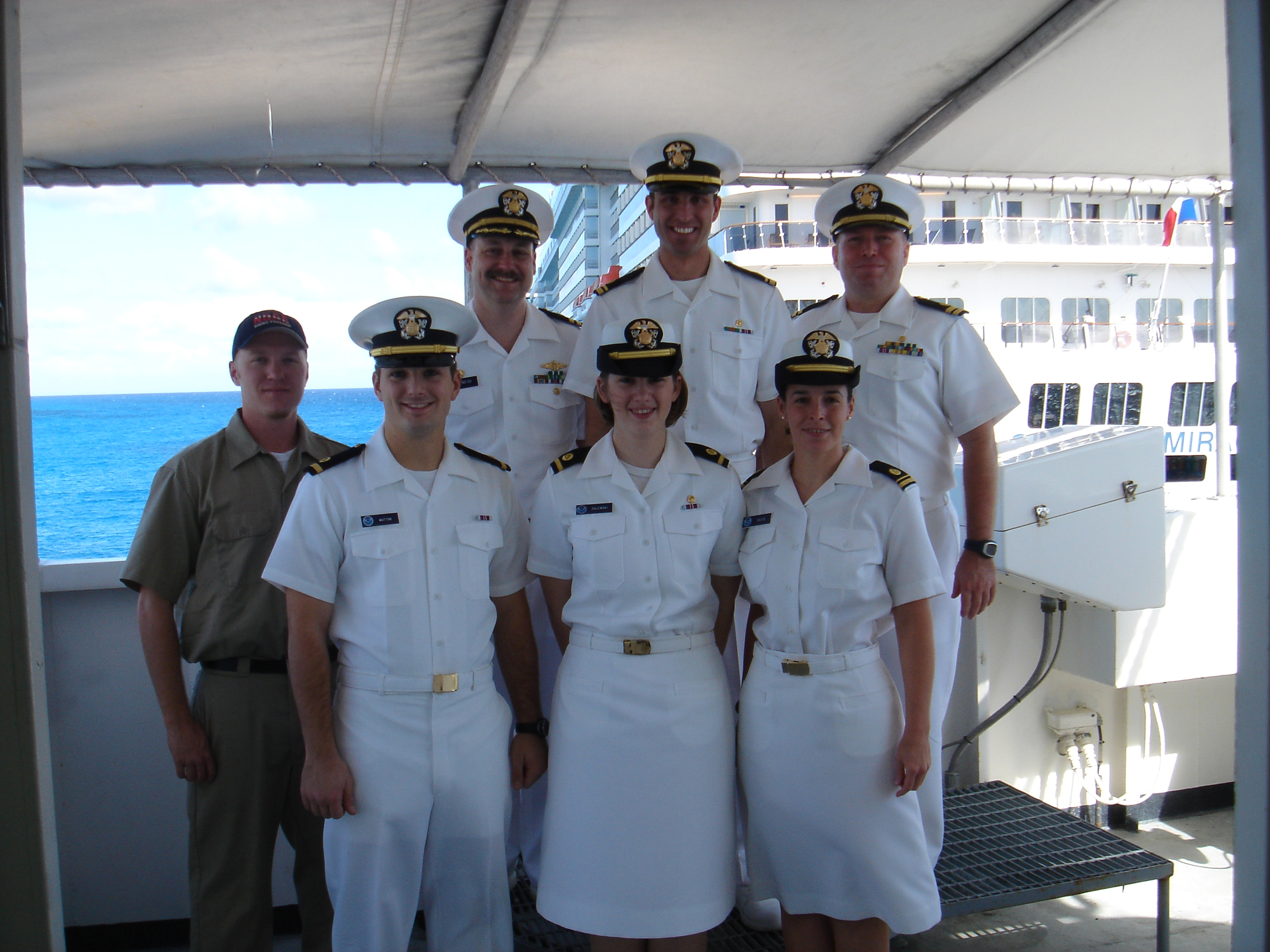
サービスドレス・ホワイト
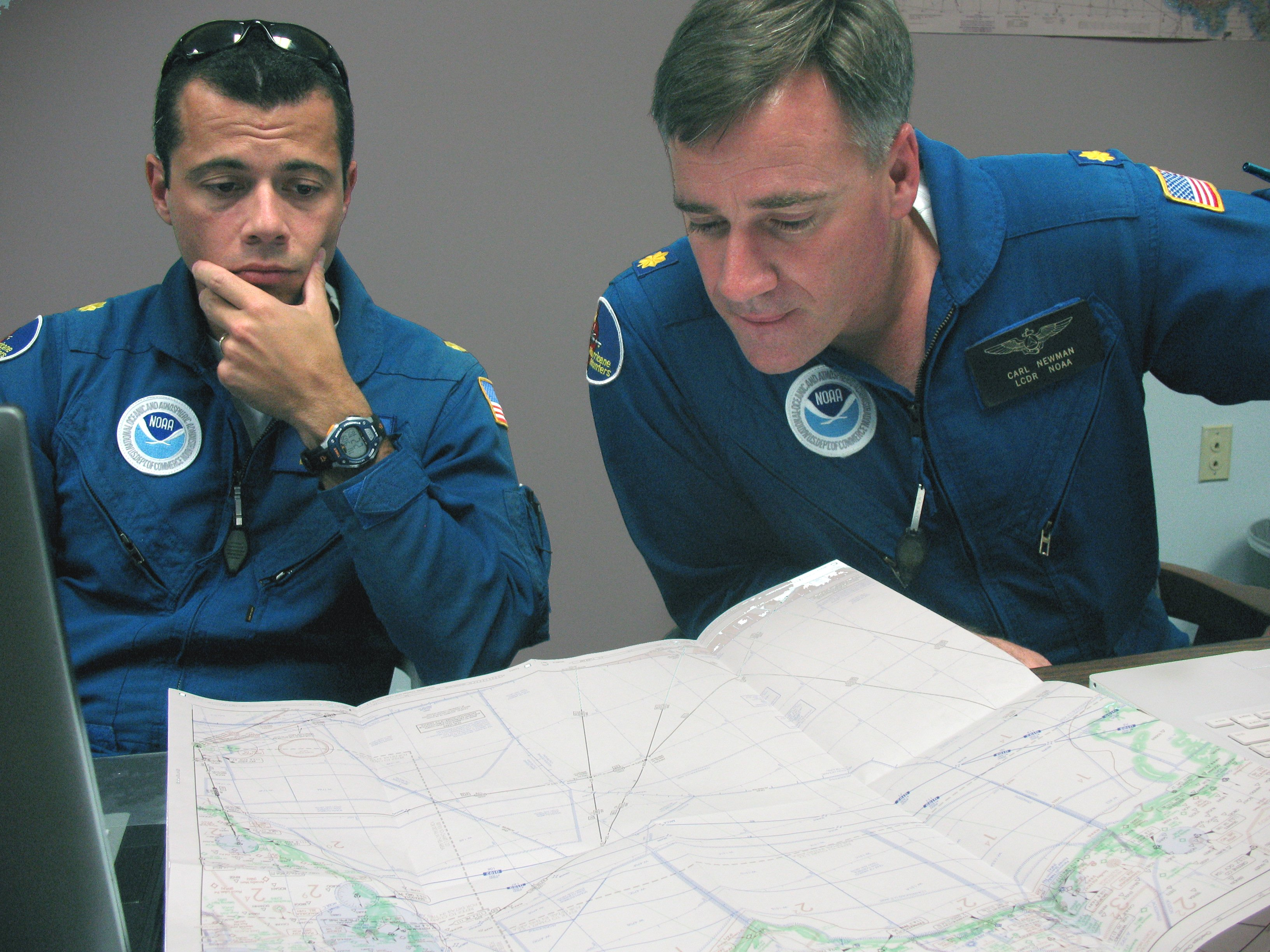
飛行服